# Diffusomètre
Un diffusomètre ou diffusiomètre est un appareil servant à la mesure du facteur de rétrodiffusion d'une onde électromagnétique. On peut l'utiliser pour différents usages.

## Radar

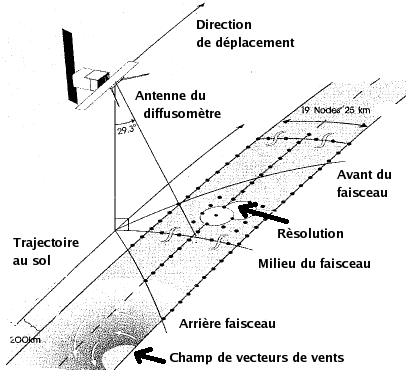
Satellite sondant avec un diffusomètre

Un diffusomètre radar mesure la surface efficace radar de réflexion d'une surface en transmettant une impulsion et en mesurant la portion d'énergie retournée. En mesurant le retour moyen de plusieurs impulsions et en le soustrayant du signal des impulsions individuelles, on trouve les variations du signal qui sont reliées aux variations de la surface dans le temps. Les mesures de rétro-diffusion prétraitées et normées sont souvent appelées sigma-zéro ({\displaystyle \sigma _{0}}).
On utilise par exemple, un tel système pour mesurer la hauteur des vagues ou la force des vents à partir d'un satellite artificiel. En combinant la mesure prise de plusieurs angles de vue entre le satellite et la Terre, on peut en tirer le déplacement des vagues et donc une estimation des vents. Ceci est particulièrement utile dans l'évaluation de la force des cyclones tropicaux. On peut également l'utiliser pour suivre l'évolution du couvert végétal, de la banquise et des changements climatiques.

## Optique

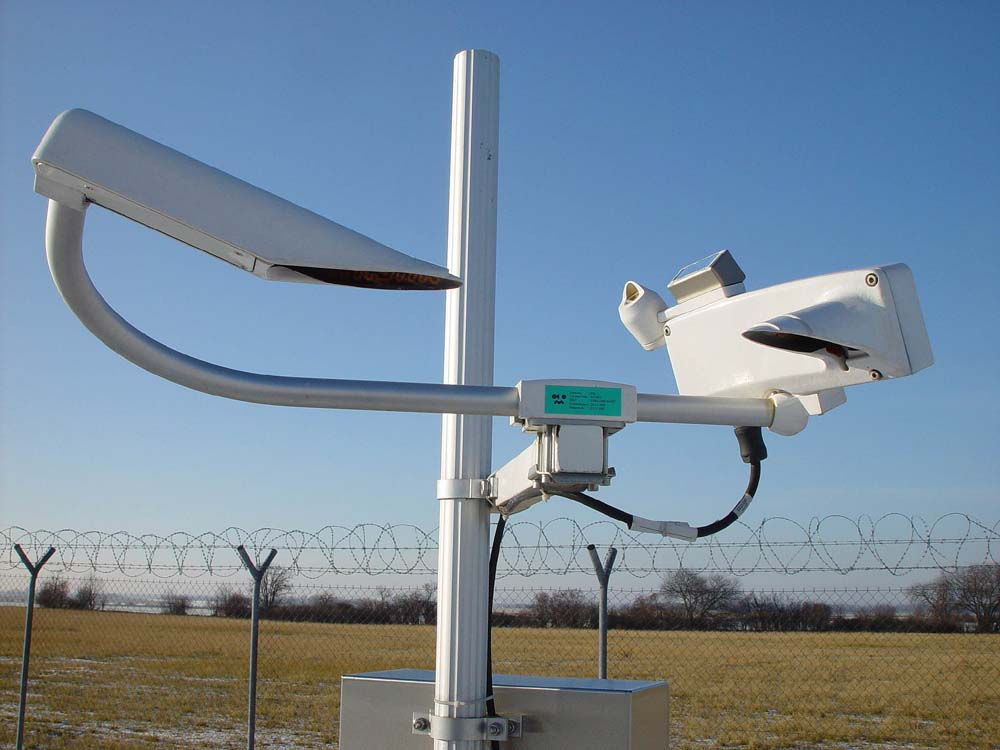
Diffusomètre d’aéroport

Le diffusomètre optique est un appareil destiné à la mesure météorologique de la portée optique, la visibilité horizontale. Il consiste en un émetteur lumineux, un laser en général, et d'un récepteur. Les deux sont placés à un angle d'autour de 35° de l'horizontale, pointant vers une direction commune. Le coefficient d'extinction de l'onde émise est mesuré à partir de la diffusion latérale. Ce coefficient variera selon l'obstruction à la visibilité, telle la brume, qui se trouve entre l'émetteur et le récepteur.
On retrouve ces appareils dans les stations météorologiques automatiques pour donner la visibilité générale, et le long des pistes des aéroports pour donner la «portée visuelle de piste» au contrôleur aérien. Le principal défaut de la mesure par cet instrument est qu'elle est faite dans un petit volume d'atmosphère, pas toujours représentatif, car la visibilité n'est pas toujours homogène autour du point d'observation.